# Гончаренко, Дмитрий Валерьевич
Дмитрий Валерьевич Гончаренко (укр. Дмитро Валерійович Гончаренко; 14 октября 1986, Васильков, Киевская область, Украинская ССР — июль 2014, Северодонецк, Луганская область, Украина) — украинский общественный деятель, участник Евромайдана и волонтёр. Герой Украины (2019).

## Биография
Принимал активное участие в событиях Евромайдана, позже создал общественную организацию «Васильковская самооборона „Отпор“» (укр. Васильківська самооборона „Відсіч“). Весной 2014 года возглавлял экипаж волонтерской гуманитарной помощи в город Северодонецк, который захватили террористы. Дмитрий попал в плен, его жестоко пытали, требуя предоставить информацию о других волонтерах и военных. Дмитрия Гончаренко расстреляли и бросили в реку за несколько дней до освобождения Северодонецка в июле 2014 года. 
В апреле 2018 после проведения экспертизы перезахоронен в Василькове Киевской области.

## Награды
- Звание Герой Украины с вручением ордена «Золотая Звезда» (9 мая 2019, посмертно) — «за гражданское мужество и патриотизм, героическое отстаивание конституционных принципов демократии, прав и свобод человека, суверенитета и территориальной целостности Украины, жертвенное служение Украинскому народу»[1];
- Орден «За мужество» III степени (20 февраля 2019, посмертно) — «за гражданское мужество, самоотверженное отстаивание конституционных принципов демократии, прав и свобод человека, обнаруженные во время Революции Достоинства, плодотворную общественную и волонтерскую деятельность»[2];
- Отличие Президента Украины «За гуманитарную участие в антитеррористической операции»[укр.] (посмертно).